# Dermestes castaneus
Dermestes castaneus is een keversoort uit de familie spektorren (Dermestidae). De wetenschappelijke naam van de soort werd in 1794 gepubliceerd door Thunberg.